# Kristina Stoltz
Kristina Stoltz (f. 1975, Frederiksberg) har udgivet både digte, noveller, børnebøger, romaner og musiktekster. Hun bevæger sig frit mellem genrer, og karakteristisk for forfatterskabet er, at hun med hver udgivelse går ad nye litterære veje. Et fællestræk for Kristina Stoltz’ værker er dog en særlig sprogtone og en åbenhed for verden og sprogets muligheder.
Kristina Stoltz har gennem tiden høstet store roser for sine bøger og har også modtaget flere priser/legater for sit forfatterskab. Hun har tekster oversat til svensk, norsk, engelsk, polsk og arabisk. I 2016 blev romanen SOM OM nomineret til DRs romanpris og i 2019 blev romanen CAHUN nomineret til Montanas litteraturpris. 

## Nomineringer og priser
Drachmann legatet, Henrik Pontoppidans Legat, Statens Kunstfonds 3-årge arbejdslegat. Nomineret til DRs romanpris i 2016, nomineret til Montanas litteraturpris i 2019. Bliver i 2020 indskrevet i Kraks Blå Bog. 